# Коммунистическая партия Свазиленда
Коммунистическая партия Свазиленда (англ. Communist Party of Swaziland) — подпольная антимонархическая политическая партия в Королевстве Эсватини (ранее Свазиленд), основанная 9—10 апреля 2011 года в ЮАР и ведущая политическую борьбу против режима Мсвати III. Активно участвовала в протестах 2021—2023 годов.
В 1990-х годах в стране уже существовала Свазилендская коммунистическая партия (англ. Swaziland Communist Party, SWACOPA), возглавлявшаяся Мфандланой Шонгве и Захе Гениндзой. Она подвергалась преследованиям, однако после отмены декрета 1973 года с целью принять новую конституцию была одной из первых, подавшихся на регистрацию как легальная политическая партия.